# Bogusława Czajecka
Bogusława Czajecka (ur. 22 marca 1938 w Borszczowie, zm. 8 stycznia 2003 w Krakowie) – polska historyk, archiwistka, doktor nauk humanistycznych, kierowniczka Oddziału do Spraw Naukowo–Wydawniczych Archiwum Państwowego w Krakowie.

## Życiorys
Bogusława Czajecka była córką Edwarda i Heleny z Drozdowskich. W 1955 roku ukończyła Liceum Ogólnokształcące w Wadowicach, po czym rozpoczęła studia na Wydziale Filozoficzno–Historycznym Uniwersytetu im. Adama Mickiewicza. Pracę magisterską Rozmieszczenie placówek dominikańskich w Polsce południowo–zachodniej i środkowej XIII w., napisaną pod kierunkiem profesora Kazimierza Tymienieckiego, obroniła w 1960 roku.
W tym samym roku została zatrudniona w Powiatowym Archiwum Państwowym w Oświęcimiu. Pracowała tam 16 lat, po czym przeszła do Archiwum Państwowego w Krakowie. W 1976 roku uzyskała na Uniwersytecie Jagiellońskim tytuł doktora nauk humanistycznych. W zakres jej zawodowych zainteresowań wchodziły dzieje miast i miasteczek Galicji okresu autonomii, historia ruchu feministycznego na przełomie XIX i XX wieku (co było przedmiotem dysertacji doktorskiej), szkolnictwo żeńskie czy sytuacja Żydów w Galicji. Publikowała między innymi w „Archeionie”, „Studiach Historycznych”, „Naszej Przeszłości”, drugoobiegowej „Kulturze Niezależnej”, była autorką haseł w Polskim Słowniku Biograficznym i Słowniku polskich towarzystw naukowych. Opracowała rozdziały dotyczące okresu rozbiorowego w monografiach historycznych Nowego Targu i Czarnego Dunajca. W 1990 roku nakładem TAiWPN Uniwersitas ukazała się jej książka „Z domu w szeroki świat... Droga kobiet do niezależności w zaborze austriackim w latach 1890–1914”. W 1994 roku była współzałożycielką „Krakowskiego Rocznika Archiwalnego”, jednym z jego autorów i sekretarzem naukowym.
W 1980 roku została przewodniczącą NSZZ „Solidarność” w krakowskim Archiwum Państwowym. Z powodu pogarszającego się stanu zdrowia w 1997 roku przeszła na rentę inwalidzką, a potem na emeryturę. Zmarła w 2003 roku i została pochowana na cmentarzu komunalnym w Grębałowie.

## Odznaczenia
- Odznaka 1000-lecia Państwa Polskiego (1966),
- Złota Odznaka „Zasłużony dla Ziemi Krakowskiej” (1973),
- Odznaka „Za Zasługi dla Archiwistyki” (1978),
- Brązowy Krzyż Zasługi (1994).